# Супрайен, Самуэль
Самуэль Супрайен (фр. Samuel Souprayen; род. 18 февраля 1989, Сен-Бенуа) — французский футболист, защитник австралийского клуба «Мельбурн Сити».

## Клубная карьера
Супрайен родился в Сен-Бенуа, Реюньон, но вырос в городе Лион в регионе Рона — Альпы. Он начал свою футбольную карьеру в юношеской команде клуба «Уллен» из одноименной коммуны. Позже Супрайен присоединился к молодёжной академии клуба «Ренн». В составе «красно-черных» был капитаном обеих молодёжных команд, которые выиграли чемпионат среди игроков до 18 лет в сезоне 2006/2007, и Кубок Гамбарделла в 2008 году. 17 июля 2008 года он подписал свой первый профессиональный контракт, согласившись на трёхлетнее соглашение до 2011 года. Он был официально переведен в основную команду в сезоне 2008/2009 и получил футболку с номером 4 от главного тренера Ги Лякомба.
После первых четырёх туров сезона 2009/2010 Супрайен был отдан в аренду на весь сезон в «Дижон» из Лиги 2. В «Дижоне» он получил футболку под номером 19 и дебютировал на профессиональном уровне 11 сентября в победном матче против «Бастии» (1:0), сыграв все 90 минут.
В конце сезона, 15 мая, менеджер «Ренна» Фредерик Антонетти подтвердил, что Супрайен вернется в команду и что на него будут в значительной степени полагаться в сезоне 2010/2011. 21 июля «Ренн» вознаградил игрока двухлетним продлением контракта, связывающим его с клубом до 2013 года. В июне 2011 года Супрайен вернулся в «Дижон», но уже на постоянной основе, подписав четырёхлетний контракт.
30 июня 2015 года итальянский клуб «Верона» сообщил о приобретении Супрайена в качестве свободного агента, подписав с ним трёхлетний контракт.
17 августа 2018 года присоединился к клубу «Осер».
23 июля 2021 года в качестве свободного агента присоединился к болгарскому клубу «Ботев» (Пловдив), подписав двухлетний контракт.

## Карьера за сборную
Супрайен, родившийся на Реюньоне, имеет малагасийское происхождение. Он играл как за французские сборные до 18 лет и до 19 лет. 26 мая 2009 года он был включен в состав сборной до 20 лет для участия на Средиземноморских играх 2009 года. Он принял участие в двух из четырёх матчей, а Франция заняла 4-е место.

## Клубная статистика
| Клуб            | Сезон      | Лига                 | Лига  | Лига | Кубок | Кубок | Континент | Континент | Другое | Другое | Итог  | Итог |
| Клуб            | Сезон      | Дивизион             | Матчи | Голы | Матчи | Голы  | Матчи     | Голы      | Матчи  | Голы   | Матчи | Голы |
| --------------- | ---------- | -------------------- | ----- | ---- | ----- | ----- | --------- | --------- | ------ | ------ | ----- | ---- |
| Ренн            | 2008/09    | Лига 1               | 0     | 0    | —     | —     | —         | —         | —      | —      | 0     | 0    |
| Ренн            | 2010/11    | Лига 1               | 16    | 0    | 3     | 0     | —         | —         | 1      | 0      | 20    | 0    |
| Ренн            | Итог       | Итог                 | 16    | 0    | 3     | 0     | —         | —         | 1      | 0      | 20    | 0    |
| Дижон (аренда)  | 2009\|10   | Лига 2               | 31    | 0    | —     | —     | —         | —         | —      | —      | 31    | 0    |
| Ренн Б          | 2010/11    | Насьональ 2          | 7     | 1    | —     | —     | —         | —         | —      | —      | 7     | 1    |
| Дижон           | 2011/12    | Лига 1               | 34    | 0    | 2     | 0     | —         | —         | 2      | 0      | 38    | 0    |
| Дижон           | 2012/13    | Лига 2               | 27    | 0    | —     | —     | —         | —         | 1      | 0      | 28    | 0    |
| Дижон           | 2013/14    | Лига 2               | 33    | 1    | 2     | 0     | —         | —         | 1      | 0      | 36    | 1    |
| Дижон           | 2014/15    | Лига 2               | 30    | 1    | 2     | 0     | —         | —         | 2      | 0      | 34    | 1    |
| Дижон           | Итог       | Итог                 | 124   | 2    | 6     | 0     | —         | —         | 6      | 0      | 136   | 2    |
| Дижон Б         | 2012/13    | Насьональ 3          | 1     | 0    | —     | —     | —         | —         | —      | —      | 1     | 0    |
| Верона          | 2015/16    | Серия A              | 20    | 0    | 2     | 0     | —         | —         | —      | —      | 22    | 0    |
| Верона          | 2016/17    | Серия B              | 41    | 0    | 1     | 0     | —         | —         | —      | —      | 42    | 0    |
| Верона          | 2017\|18   | Серия A              | 22    | 0    | 3     | 0     | —         | —         | —      | —      | 25    | 0    |
| Верона          | 2018/19    | Серия B              | —     | —    | 1     | 0     | —         | —         | —      | —      | 1     | 0    |
| Верона          | Итог       | Итог                 | 83    | 0    | 7     | 0     | —         | —         | —      | —      | 90    | 0    |
| Осер            | 2018/19    | Лига 2               | 29    | 0    | 0     | 0     | —         | —         | 1      | 1      | 30    | 1    |
| Осер            | 2019/20    | Лига 2               | 20    | 0    | 2     | 0     | —         | —         | 1      | 0      | 23    | 0    |
| Осер            | 2020/21    | Лига 2               | 0     | 0    | 2     | 0     | —         | —         | —      | —      | 2     | 0    |
| Осер            | Итог       | Итог                 | 49    | 0    | 4     | 0     | —         | —         | 2      | 1      | 53    | 1    |
| Ботев (Пловдив) | 2021/22    | Первая лига Болгарии | 29    | 1    | —     | —     | —         | —         | —      | —      | 29    | 1    |
| Ботев (Пловдив) | 2022/23    | Первая лига Болгарии | 28    | 0    | 1     | 0     | 2         | 0         | —      | —      | 31    | 0    |
| Ботев (Пловдив) | Итог       | Итог                 | 57    | 1    | 1     | 0     | 2         | 0         | —      | —      | 60    | 1    |
| Мельбурн Сити   | 2023/24    | А-лига               | 21    | 2    | 3     | 0     | 5         | 0         | —      | —      | 29    | 2    |
| Общий итог      | Общий итог | Общий итог           | 389   | 6    | 24    | 0     | 7         | 0         | 9      | 1      | 429   | 7    |

1. 1 2 3 4 5 6 7  Матч(и) в Кубке французской лиги
2. ↑  Матчи в Лиге конференций
3. ↑  Матчи в Лиге чемпионов АФК